# Asafo
Asafo (... – 1º maggio 601 circa) è stato un vescovo gallese.

## Biografia
Il principe Asafo era figlio di re Sawyl Penuchel dei Pennini meridionali. Era ancora un ragazzo quando fuggì dal Galles del nord con il padre. Da Tegeingl fu inviato a Llanelwy come discepolo presso il suo lontano cugino, san Kentigern. 
Secondo la leggenda, un giorno, dopo che Kentigern aveva pregato nudo in un lago ghiacciato, chiese al giovane Asafo di portargli alcuni carboni ardenti per riscaldarsi. Asafo, non avendo altri mezzi con cui portarli, usò le sue vesti senza bruciarsi. Quando Kentigern fu richiamato nello Strathclyde dopo la battaglia di Ardderyd (nel 573), Asafo fu nominato vescovo di Llanelwy. Negli anni successivi fondò un secondo monastero a Llanasa, nel Powys. 
Morì il 1º maggio del 601 circa.